# 오명항
오명항(吳命恒, 1673년 5월 29일(음력 4월 14일) ~ 1728년 10월 12일(음력 9월 10일))은 조선의 문신이다. 본관은 해주(海州), 자는 사상(士常), 호는 모암(慕庵)ㆍ영모당(永慕堂), 시호는 충효(忠孝)이다. 고조부는 영의정 오윤겸(吳允謙)이며, 외조부는 영의정 여성제(呂聖濟)다. 이인좌의 난을 토평하여 분무공신(奮武功臣) 1등에 책록되고 해은(海恩)부원군에 봉해졌으며, 우의정에 이르렀다.

## 생애
1705년(숙종 31) 식년 문과에 을과로 급제하여, 1709년 교리(校理)를 거쳐 설서(說書), 사서(司書)등을 역임하고, 1710년 부수찬(副修撰), 1713년에 겸필선(兼弼善), 1715년 부응교(副應敎), 이조좌랑을 지냈다.
1716년 승지에 이어 경상도·강원도·평안도의 관찰사 등을 거쳐 사직으로 있다가 1724년(영조 즉위년)에 소론이 실각하자 사직하였다.
1727년 정미환국으로 소론이 등용될 때 지중추부사로 기용되어 이조판서와 병조판서를 역임하였다.

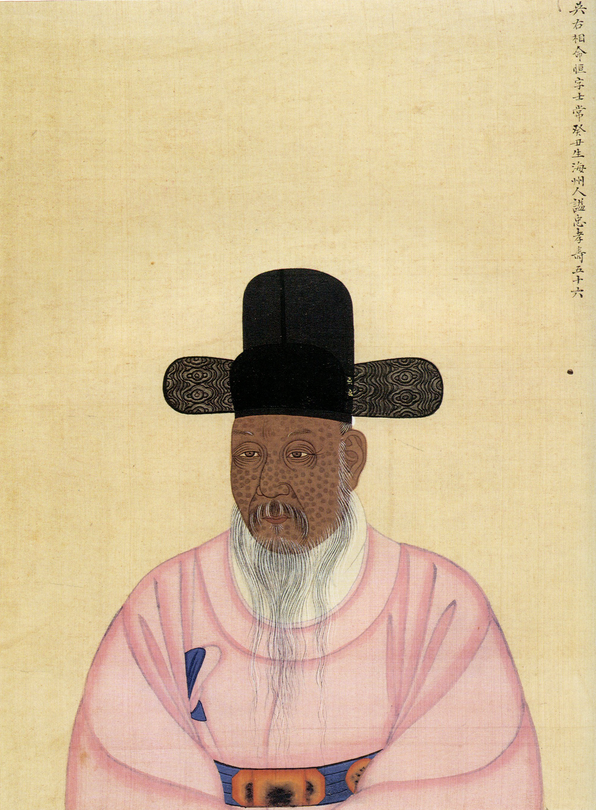
오명항 초상 (덴리대학 소장본)

이듬해 판의금부사로 4도도순무사를 겸하며 이인좌의 난을 토평하여 수충갈성결기효력분무공신(奮武功臣) 1등이 되고 해은부원군(海恩府院君)에 봉해졌다. 이어 우찬성에 올라 자신이 이인좌와 같은 소론파라는 자책감에서 사임을 상소하였으나 도리어 대광보국숭록대부 우의정에 발탁되었다.

## 가족 관계
- 고조부 : 영의정 오윤겸(吳允謙, 1559년 ~ 1636년)
- 고조모 : 경주(慶州) 이씨(李氏) - 첨사 이응화(李應華)의 딸
  - 증조부 : 군수 오달천(吳達天, 1598년 ~ 1648년)
  - 증조모 : 한양(漢陽) 조씨(趙氏, 1609년 ~ 1669년)
    - 종조부 : 병조판서 오도일(吳道一, 1645년 ~ 1703년)
    - 조부 : 오도융(吳道隆)
    - 조모 : 함평(咸平) 이씨(李氏) - 칠곡부사 이회(李瀤)의 딸
      - 부 : 통덕랑 오수량(吳遂良, 1644년 ~ 1692년)
      - 모 : 함양(咸陽) 여씨(呂氏) - 영의정 여성제(呂聖齊, 1625년 ~ 1691년)의 딸
        - 형 : 병조판서 오명준(吳命峻, 1662 ~ 1723)
        - 동생 : 오명신(吳命新)
        - 본인 : 오명항
        - 부인 : 해주(海州) 최씨(崔氏) - 최기창(崔起昌)의 딸
          - 아들 : 오언구(吳彦耇)
          - 며느리 : 윤항(尹沆)의 딸
            - 손자 : 오태현(吳泰賢)

          - 딸 : 해주(海州) 오씨(吳氏)
          - 사위 : 한덕길(韓德吉)

## 문화재
- 오명항초상 및 양무공신교서